# Reersø Radio
Reersø Radio var en radiomodtagestation på halvøen Reersø ved Storebælt. Modtageforholdene på Lyngby Radio var sidst i 1950'erne blevet for dårlige. Derfor blev senderen Skamlebæk Radio og modtageren Reersø Radio i 1961 oprettet og placeret omtrent 40 km fra hinanden til at sende og modtage i HF-båndet.
Radiostationen blev i 2018 fjernet.
Senderen og modtageren fjernstyredes af Lyngby Radio med kaldesignalet OXZ.